# Thiemstraße 11

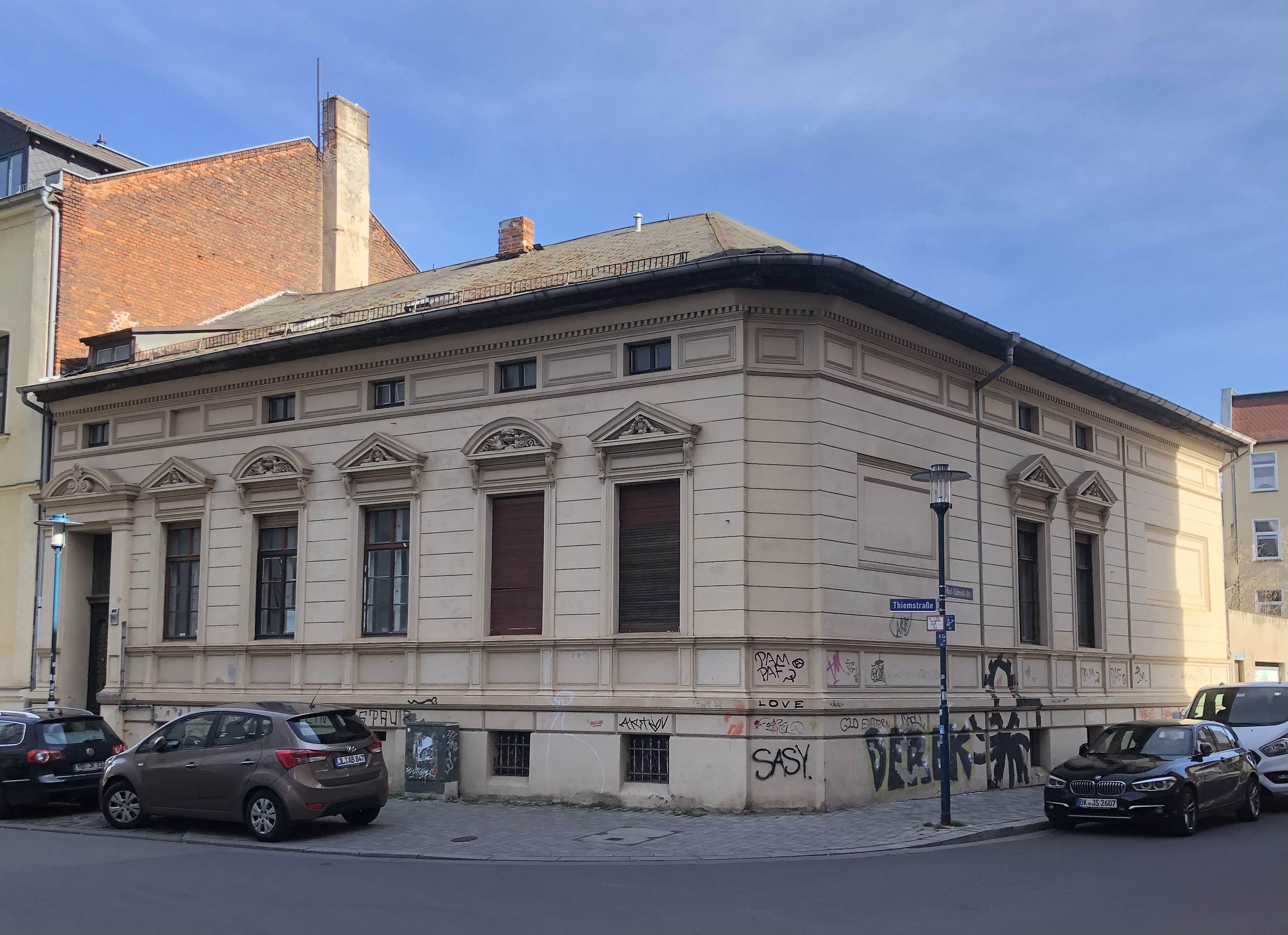
Thiemstraße 11 im Jahr 2022

Die Thiemstraße 11 ist ein denkmalgeschütztes Wohnhaus in Magdeburg in Sachsen-Anhalt.

## Lage
Das Gebäude befindet sich auf der Südseite der Thiemstraße an deren westlichen Ende in einer Ecklage zur westlich verlaufenden Karl-Schmidt-Straße im Magdeburger Stadtteil Buckau. Unmittelbar östlich grenzt das Gebäude des ehemaligen Amtsgericht Buckau an.

## Architektur und Geschichte
Das eingeschossige Wohnhaus wurde im Jahr 1881 für den Gerichtsrat B. Graefe errichtet. Der Entwurf für das repräsentative Gebäude stammte vom Maurermeister Schmidt, der auch die Bauausführung übernahm. Das Gebäude ruht auf einem Souterrain und verfügt über ein Drempelgeschoss. Bedeckt ist das Haus von einem flachen Walmdach. Der Grundriss ist abgewinkelt und folgt so der Ecklage. Die Gestaltung des verputzten Baus erfolgte im Stil der Neorenaissance. Die Fassade zur Thiemstraße ist sechsachsig. In der äußersten linken Achse befindet sich der Hauseingang. Er ist von Pilastern flankiert und wird von einem Segmentgiebel bekrönt. Die Verdachungen der Fensteröffnungen sind abwechselnd als Dreiecks- und als Segmentgiebel ausgeführt. 
Die Erschließung des Baus erfolgt über ein seitliches Vestibül und einen Mittelkorridor. Es besteht eine kleine von einem Oberlicht erhellte zentrale Halle. Der Grundriss ist großzügig angelegt.
Im örtlichen Denkmalverzeichnis ist das Wohnhaus unter der Erfassungsnummer 094 17880 als Baudenkmal verzeichnet.
Das Gebäude gilt als besonderes Beispiel eines großbürgerlichen Wohngebäudes der Gründerzeit in der Region Magdeburg und als sozial- und architekturgeschichtlich bedeutend.